# Kenzō Nakamura
Kenzō Nakamura (jap. 中村 兼三 Nakamura Kenzō; ur. 18 października 1973) – japoński judoka. Dwukrotny olimpijczyk. Złoty medalista z Atlanty 1996 i dziewiąty w Sydney 2000. Walczył w wadze lekkiej.
Mistrz świata w 1997; piąty w 2001. Uczestnik zawodów w 1999. Startował w Pucharze Świata w latach 1995–2001. Srebrny medalista igrzysk azjatyckich w 1998, a także igrzysk Azji Wschodniej w 1997. Triumfator mistrzostw Azji w 1995 i 2000. Wygrał uniwersjadę w 1995 roku.
Jego bracia również startowali na igrzyskach olimpijskich w turnieju judo. Yukimasa Nakamura został wicemistrzem olimpijskim w Atlancie 1996 i zajął dziewiąte miejsce w Sydney 2000, a Yoshio Nakamura zajął siódme miejsce w 1996 roku.

## Letnie Igrzyska Olimpijskie 1996
| Konkurencja | Eliminacje                | Eliminacje                   | Eliminacje             | Finały                      | Finały                | Klas. końcowa |
| Konkurencja | Przeciwnik I              | Przeciwnik II                | Przeciwnik III         | Półfinał                    | Finał                 | Miejsce       |
| ----------- | ------------------------- | ---------------------------- | ---------------------- | --------------------------- | --------------------- | ------------- |
| 71 kg       | Thomas Schleicher (AUT) Z | Abd al-Hakim Harakat (ALG) Z | Martin Schmidt (GER) Z | Chaliuny Boldbaatar (MGL) Z | Kwak Dae-sung (KOR) Z | 1.            |

## Letnie Igrzyska Olimpijskie 2000
| Konkurencja | Eliminacje             | Eliminacje             | Eliminacje            | Repasaże            | Klas. końcowa |
| Konkurencja | Przeciwnik I           | Przeciwnik II          | Przeciwnik III        | Przeciwnik I        | Miejsce       |
| ----------- | ---------------------- | ---------------------- | --------------------- | ------------------- | ------------- |
| 73 kg       | Claudiu Baștea (ROU) Z | Jarosław Lewak (POL) Z | Choi Yong-sin (KOR) P | Jimmy Pedro (USA) P | 9.            |